# 姚舒密
姚舒密，山東鉅野縣人，清朝政治人物、進士出身。
光緒十七年，中舉；光緒二十年（1894年），登甲午恩科進士，同年五月，改翰林院庶吉士。光緒二十一年四月，散館，授翰林院編修。光緒二十三年，任山西鄉試副考官。光緒二十五年，任國史館協修。光緒二十九年，任浙江道監察御史。次年，任會試同考官。光緒三十一年，任浙江道監察御史。次年，改任浙江杭州府知府。